# 吉文巴赫河
51°56′48″N 7°35′45″E / 51.946553°N 7.595758°E

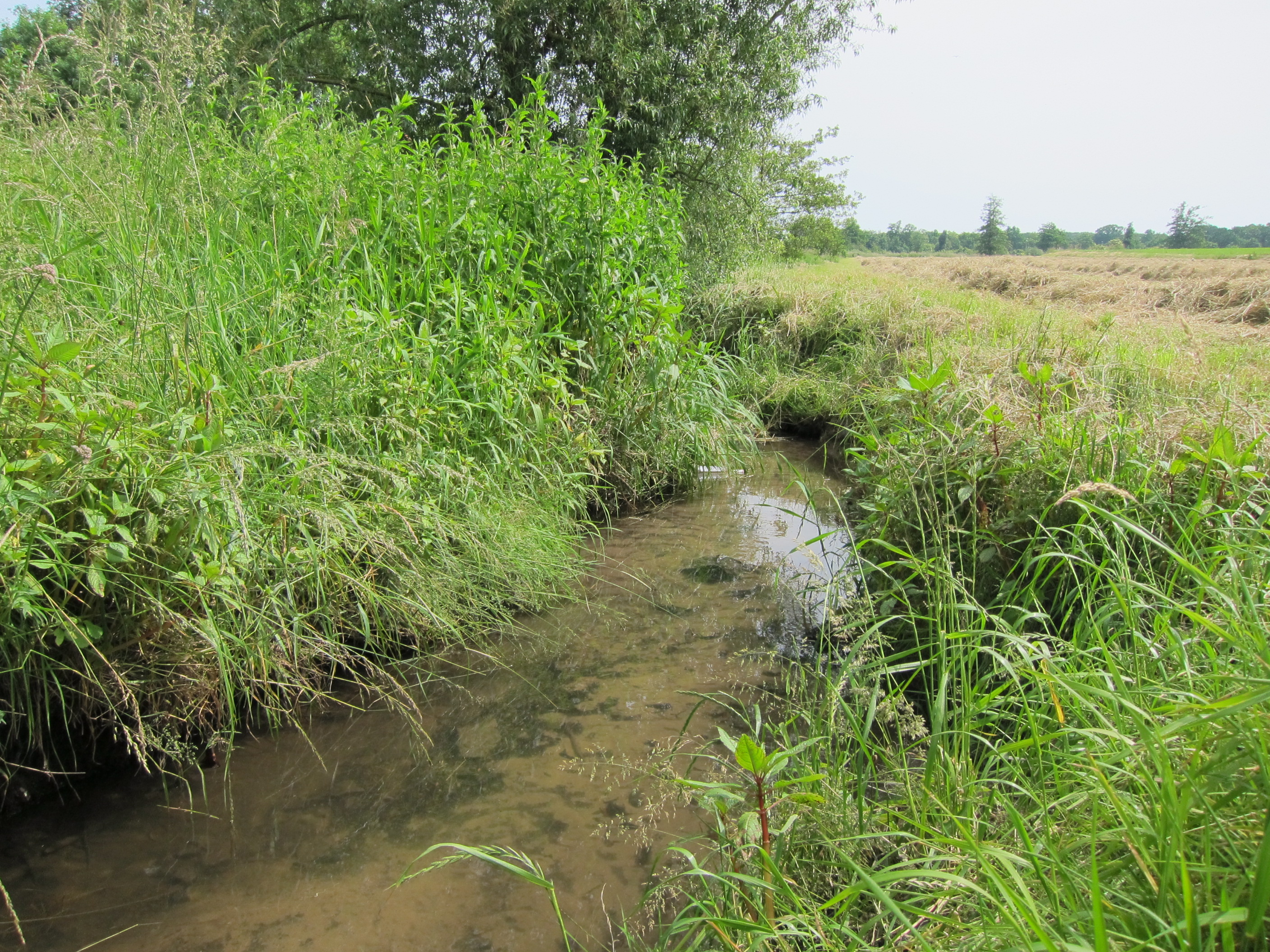

吉文巴赫河（德語：Gievenbach），是德國的河流，位於該國西部，流經北萊茵-威斯特法倫州，屬於明斯特舍河的支流，河道全長6.4公里，流域面積6.7平方公里。